# KS Cracovia (football)
Pour les articles homonymes, voir Cracovia.
Maillots
Le KS Cracovia est un club de football professionnel polonais basé à Cracovie. Fondé en 1906, Cracovia est le plus ancien club polonais encore en activité. Le club joue actuellement en première division polonaise.

## Historique
- 1906 : fondation du club sous le nom de Cracovia
- 1948 : le club est renommé Ogniwo-Cracovia
- 1950 : le club est renommé Ogniwo Cracovie
- 1954 : le club est renommé Sparta Cracovie
- 1955 : le club est renommé Cracovia

## Bilan sportif

### Palmarès
| Compétitions nationales | Compétitions internationales |
| - Championnat de Pologne : - Champion : 1921, 1930, 1932, 1937, 1948 - Vice-champion : 1934, 1949 - Coupe de Pologne : - Vainqueur : 2020 - Supercoupe de Pologne : - Vainqueur : 2020 - Coupe de la Ligue : - Finaliste : 1952 | - Néant                      |

### Bilan européen
Note : dans les résultats ci-dessous, le score du club est toujours donné en premier
| Saison    | Compétition     | Tour           | Club                     | Domicile | Extérieur | Total  |
| --------- | --------------- | -------------- | ------------------------ | -------- | --------- | ------ |
| 2008      | Coupe Intertoto | Premier tour   | Chakhtior Salihorsk      | 1 - 2    | 0 - 3     | 1 - 5  |
| 2016-2017 | Ligue Europa    | Premier tour Q | KF Shkëndija             | 1 - 2    | 0 - 2     | 1 - 4  |
| 2019-2020 | Ligue Europa    | Premier tour Q | DAC 1904 Dunajská Streda | 2 - 2 ap | 1 - 1     | 3 - 3E |
| 2020-2021 | Ligue Europa    | Premier tour Q | Malmö FF                 | N/A      | 0 - 2     | 0 - 2  |

Légende
- Victoire ou qualification pour le tour suivant
- Match nul
- Défaite ou élimination de la compétition

## Joueurs et personnalités du club

### Effectif professionnel actuel (2024-2025)
| N° | Nat.                             | Poste | Nom du joueur           |
| -- | -------------------------------- | ----- | ----------------------- |
| 3  | Drapeau du Danemark              | D     | Andreas Skovgaard       |
| 5  | Drapeau de la Roumanie           | D     | Virgil Ghiță            |
| 6  | Drapeau de l'Irak                | M     | Amir Al-Ammari          |
| 7  | Drapeau des Pays-Bas             | A     | Mick van Buren          |
| 8  | Drapeau de la Macédoine du Nord  | M     | Jani Atanasov           |
| 9  | Drapeau de la Finlande           | A     | Benjamin Källman        |
| 10 | Drapeau de la Pologne            | M     | Michał Rakoczy          |
| 11 | Drapeau du Danemark              | M     | Mikkel Maigaard         |
| 13 | Drapeau de la Pologne            | G     | Sebastian Madejski      |
| 14 | Drapeau de la Bosnie-Herzégovine | M     | Ajdin Hasić             |
| 15 | Drapeau de la Pologne            | D     | Kamil Glik              |
| 16 | Drapeau de la Pologne            | D     | Bartosz Biedrzycki      |
| 17 | Drapeau de la Pologne            | M     | Mateusz Bochnak         |
| 18 | Drapeau de la Pologne            | M     | Filip Rózga             |
| 19 | Drapeau de l'Islande             | D     | Davíð Kristján Ólafsson |

| No. | Nat.                    | Position | Nom du joueur                          |
| --- | ----------------------- | -------- | -------------------------------------- |
| 21  | Drapeau de la Pologne   | A        | Kacper Śmiglewski                      |
| 22  | Drapeau de la Finlande  | D        | Arttu Hoskonen                         |
| 23  | Drapeau de la Pologne   | M        | Fabian Bzdyl                           |
| 24  | Drapeau de la Tchéquie  | D        | Jakub Jugas                            |
| 25  | Drapeau de la Géorgie   | D        | Otar Kakabadze ()                      |
| 26  | Drapeau de la Pologne   | G        | Jakub Burek (prêté par le Wisła Płock) |
| 27  | Drapeau de la Slovaquie | G        | Henrich Ravas                          |
| 28  | Drapeau de la Pologne   | M        | Maksymilian Czerwiński                 |
| 33  | Drapeau de la Pologne   | D        | Jakub Pestka                           |
| 43  | Drapeau de la Pologne   | G        | Konrad Golonka                         |
| 47  | Drapeau de la Pologne   | M        | Wiktor Mamroł                          |
| 66  | Drapeau de la Pologne   | D        | Oskar Wójcik                           |
| 72  | Drapeau de la Pologne   | M        | Oskar Lachowicz                        |
| 77  | Drapeau de la Pologne   | D        | Patryk Janasik                         |
| 88  | Drapeau de la Pologne   | M        | Patryk Sokołowski                      |

### Joueurs emblématiques
- Marek Citko
- Ludwik Gintel
- Piotr Giza
- Wilhelm Góra
- Bartłomiej Grzelak
- Józef Kałuża
- Bartosz Kapustka
- Walerian Kisieliński
- Mateusz Klich
- Józef Korbas
- Karol Kossok
- Łukasz Mierzejewski
- Dawid Nowak
- Tadeusz Parpan
- Piotr Polczak
- Arkadiusz Radomski
- Tomasz Rząsa
- Bartosz Ślusarski
- Piotr Świerczewski
- Kazimierz Węgrzyn
- Hubert Wołąkiewicz
- Deniss Rakels
- Aleksejs Višņakovs
- Gheorghe Ovseanicov
- Alexandru Suvorov
- Erik Jendrišek
- Andraž Struna
- Saidi Ntibazonkiza

## Culture populaire

### Supporters

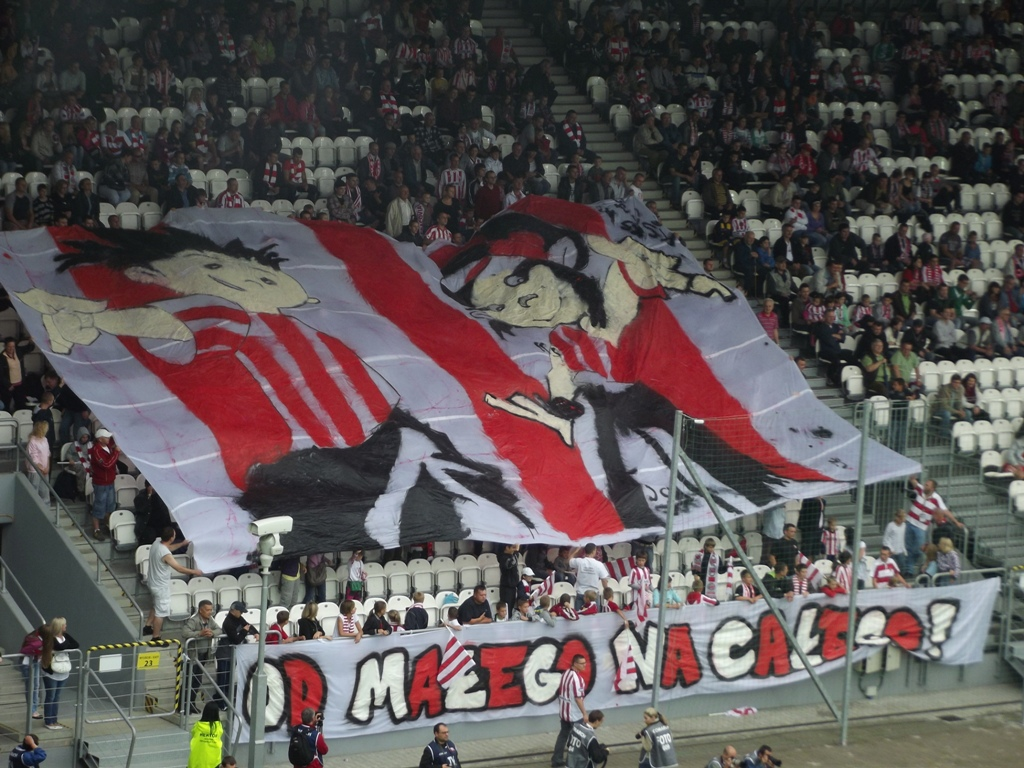
Tifo du KS Cravocia lors d'un match contre le Korona Kielce en 2011.

Le KS Cracovia a traditionnellement l'une des plus grandes fanbase du pays et tire la majeure partie de son soutien de Cracovie et de la région de Petite-Pologne. Il existe un groupe ultras, Opravcy, et deux groupes hooligans, Anti-Wisła et Jude Gang.

### Rivalités
Le plus grand rival de Cracovia est le Wisła Kraków. La rencontre entre les deux équipes est appelé la « guerre sainte » (Święta Wojna en polonais), c'est le derby le plus ancien et, par le passé, le plus violent de Pologne, avec des troubles et des émeutes notables ayant eu lieu pendant les jours de match.

## Identité visuelle

Ancien logo.
Logo actuel.